# Sericinus montela
Genre
Espèce
Sericinus montela ou Machaon dragon est une espèce de lépidoptères (papillons) de la famille des Papilionidae, originaire d'Extrême-Orient. Elle est l'unique représentante du genre monotypique Sericinus.

## Noms vernaculaires
Sericinus montela se nomme dragon swallowtail en anglais.

## Description
L'imago de Sericinus montela est un papillon spectaculaire. Le mâle a un fond blanc crème orné de quelques taches foncées gris-noir et d'une série de taches submarginales roses aux ailes postérieures, tandis que chez la femelle, les dessins foncés beaucoup plus développés et recouvrent presque toute la surface des ailes.
Les ailes postérieures sont prolongées par deux longues queues.
Les chenilles sont noires avec des rangées d'épines jaunes.

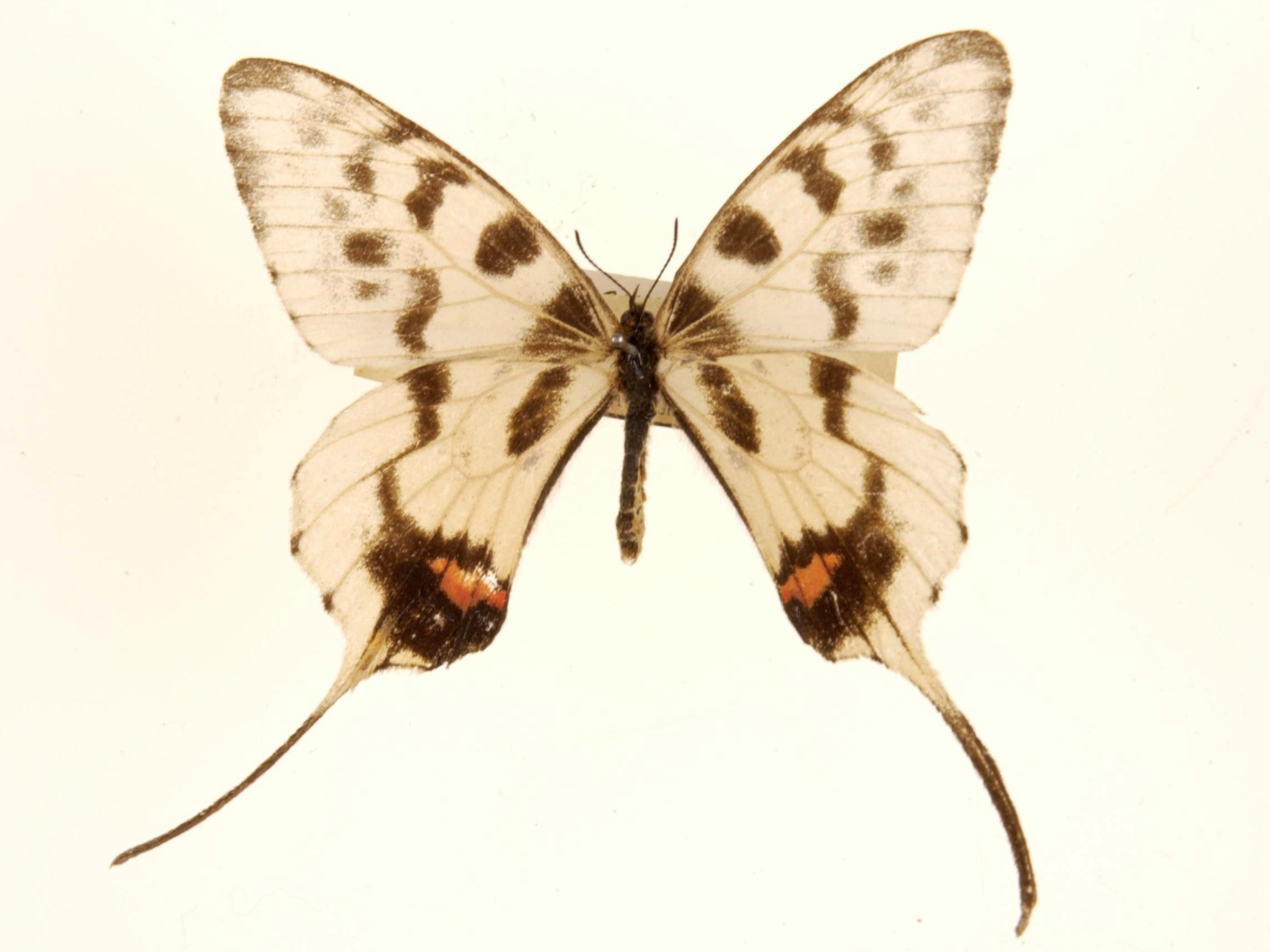
Mâle.
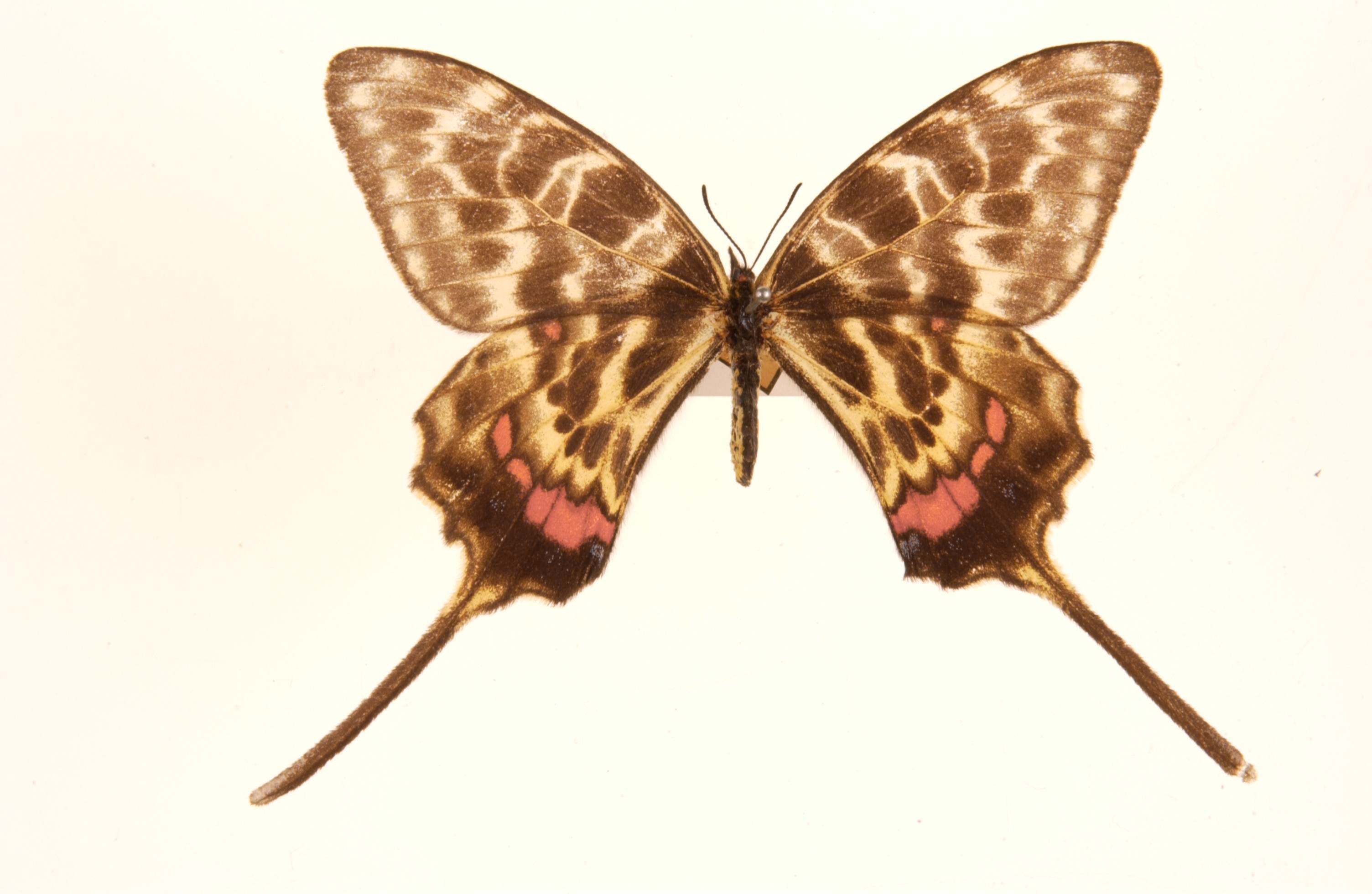
Femelle.

## Biologie
Les plantes hôtes de la chenille sont des aristoloches : Aristolochia contorta, A. clematitis et A. debilis.

## Distribution
Cette espèce est présente en Chine, en Corée du Nord et du Sud et en Extrême-Orient russe, et elle a été introduite au Japon.

## Systématique
Cette espèce a été décrite pour la première fois par le zoologiste irlandais Edward Donovan en 1798 sous le nom de Papilio telamon,. 
En 1851, l'entomologiste britannique John Obadiah Westwood décrit le genre monotypique Sericinus, avec pour espèce type Papilio telamon Donovan, 1798.
Cependant, ce nom s'avérant préoccupé par Papilio telamon Linnaeus, 1758, le zoologiste britannique George Robert Gray introduit en 1852 un nom de remplacement : Sericinus montela,.

### Sous-espèces
Sericinus montela est une espèce assez variable, si bien que de nombreuses sous-espèces géographiques ont été décrites :
- Sericinus montela montela Gray, 1852 – Chine, Oussouri.
- Sericinus montela absurdus Bryk, 1913 – Chine.
- Sericinus montela elegans Bryk, 1913 – Chine.
- Sericinus montela magnus Fruhstorfer, 1913 – Chine.
- Sericinus montela mandshuricus Rosen, 1929 – Chine.
- Sericinus montela guangxiensis Bai & Wang, 1998 – Chine.
- Sericinus montela koreanus Fixsen, 1887 – Corée.
- Sericinus montela eisneri Bryk, 1932 – Corée.
- Sericinus montela songdoi Seok, 1933 – Corée.
- Sericinus montela amurensis Staudinger, 1892 – Amour, Sutchansk et Oussouri.

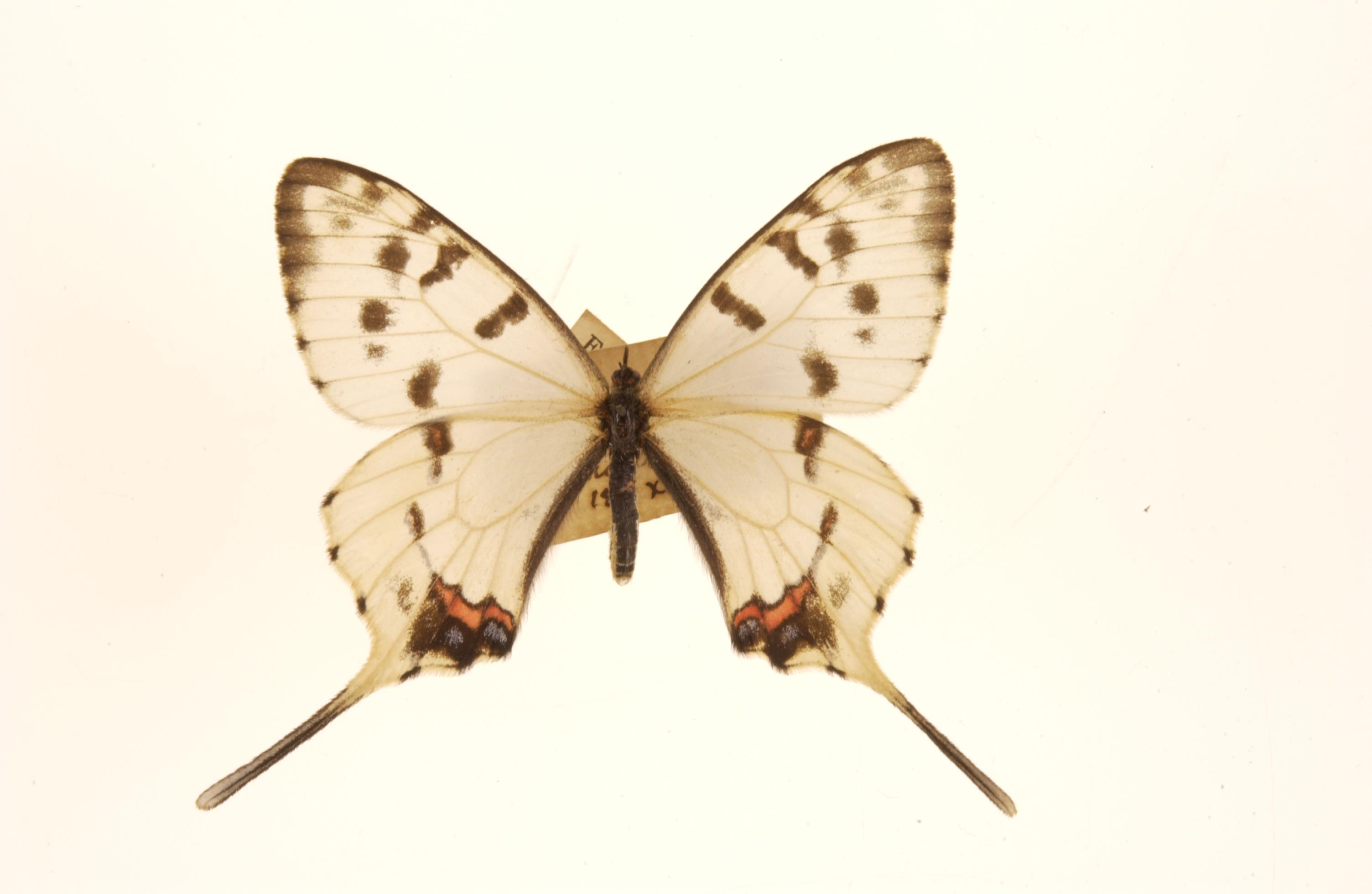
Mâle de la sous-espèce amurensis.
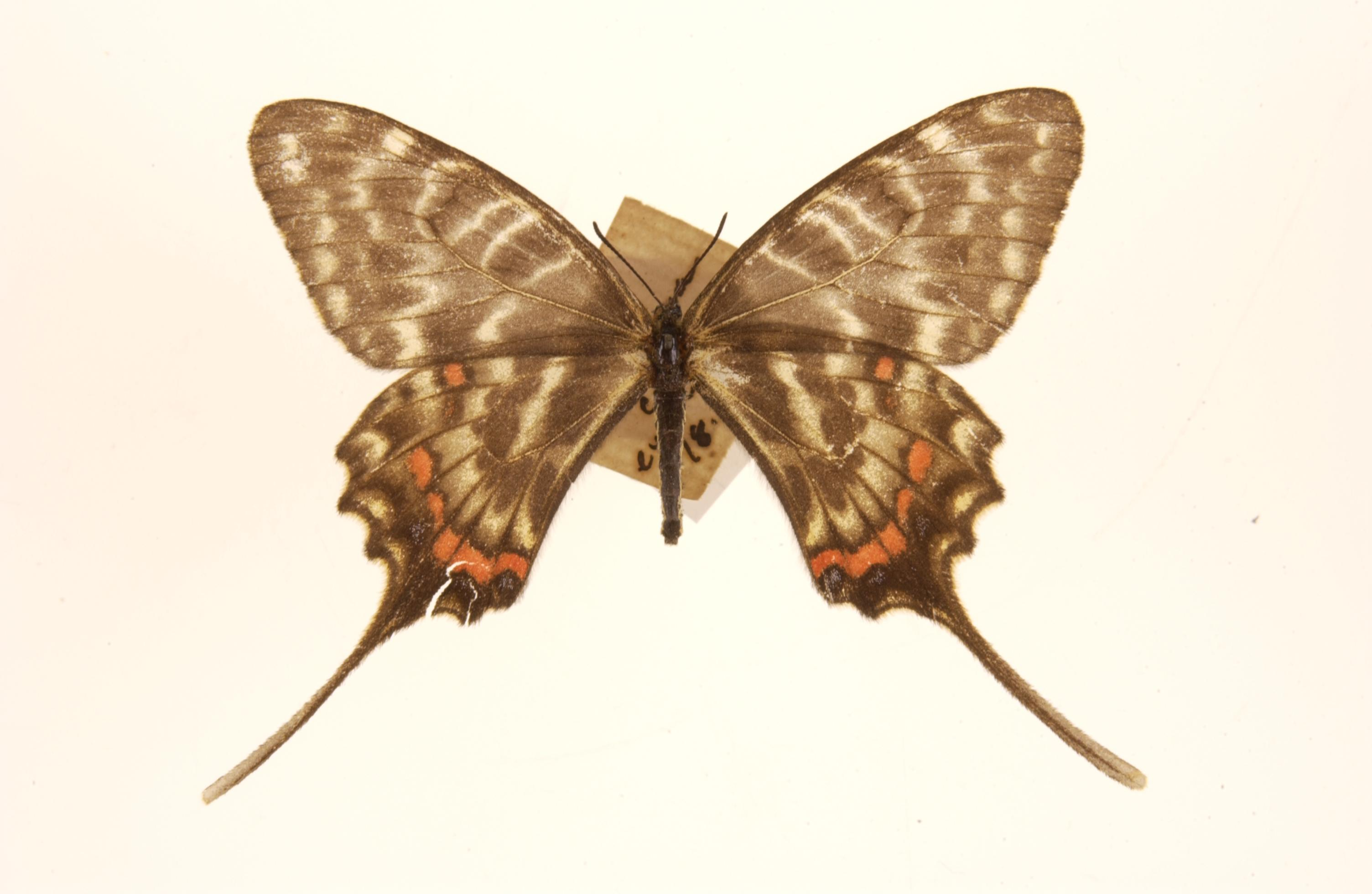
Femelle de la sous-espèce amurensis.